# Кастере (пещера)
Кастере́ — карстовая пещера в Крыму на плато Караби-яйла вблизи горы Иртыш. Относится к Горно-Крымской карстовой области. Названа в честь знаменитого французского спелеолога Норбера Кастере.

## Описание
Расположена на плато Караби-яйла вблизи горы Иртыш. Названа в честь знаменитого французского спелеолога Норбера Кастере. Относится к Горно-Крымской карстовой области. Заложена в верхнеюрских известняках. Пещера имеет глубину 67 метров, длину 190 метров. Имеет довольно большой вход длиной 5, а шириной 2 метра. В пещере один большой и несколько малых залов, в одном из которых имеется озеро. Пещера известна уникальным образованием под названием «Солнце Кастере». Категория сложности 2а. Прохождение пещеры обычно занимает около 4-х часов.

Входит в состав геологического заказника общегосударственного значения Горный карст Крыма, расположенного в Крымских горах на территории Белогорского района, городских округов (горсоветов) Алушта и Судак (Крым).

Натёчные образования в шахте имени Норберта Кастере
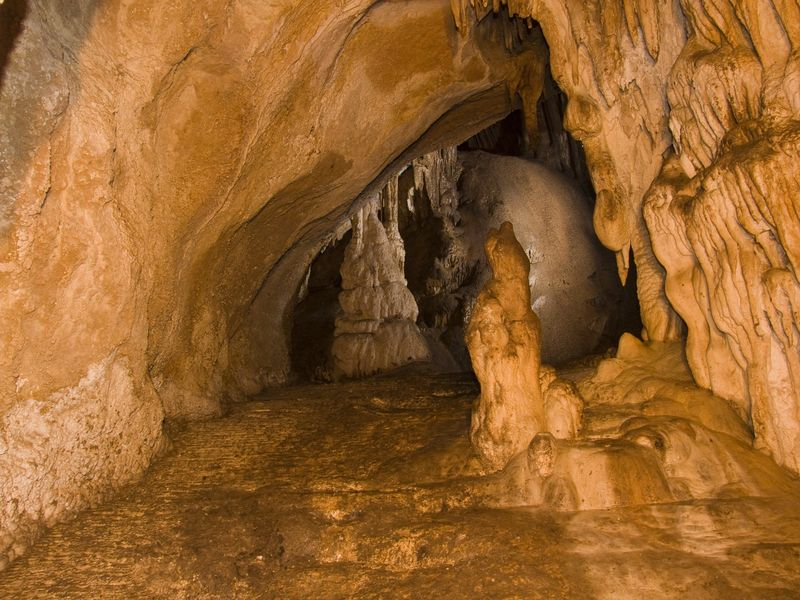
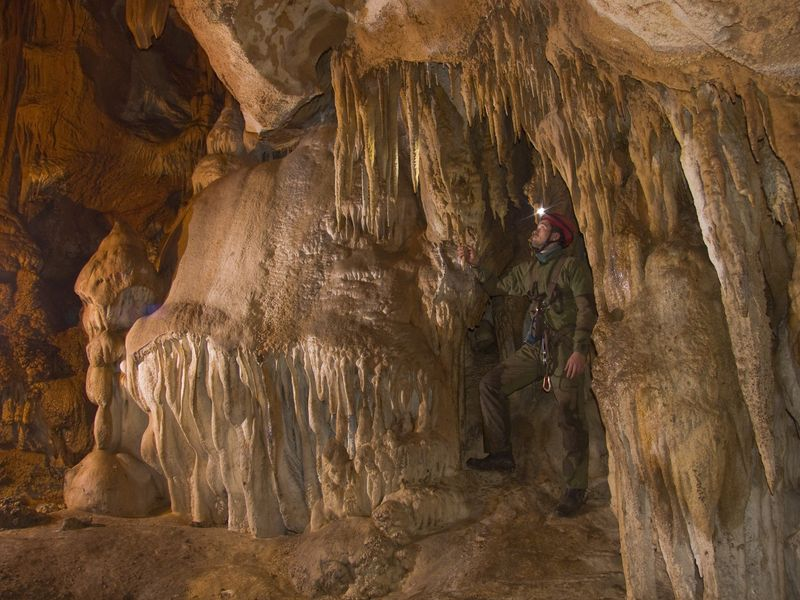
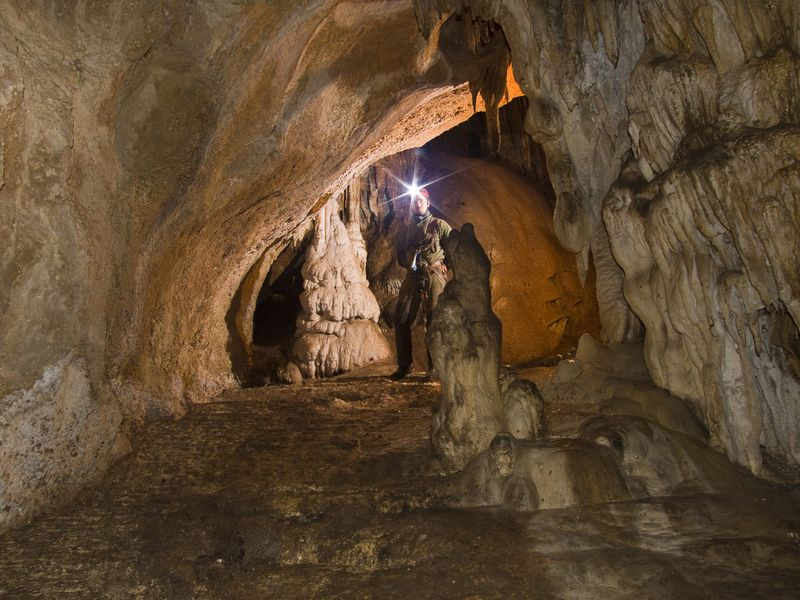
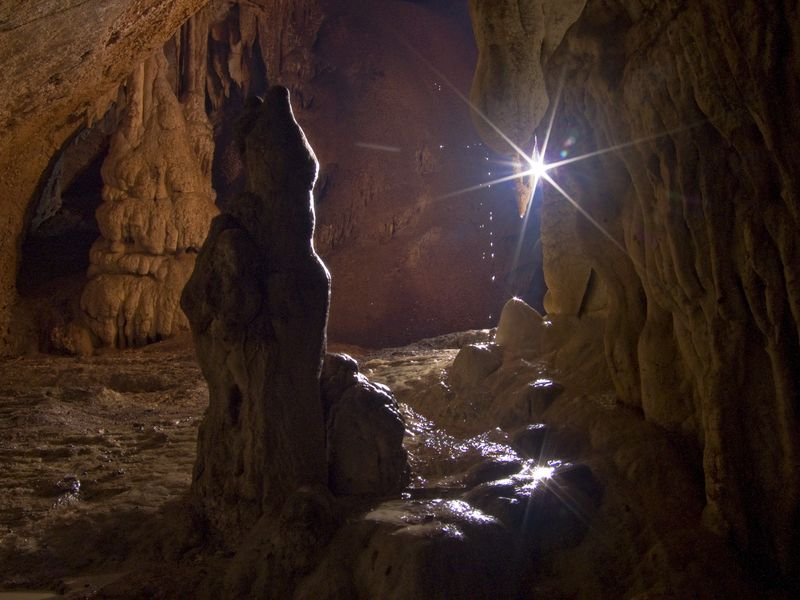
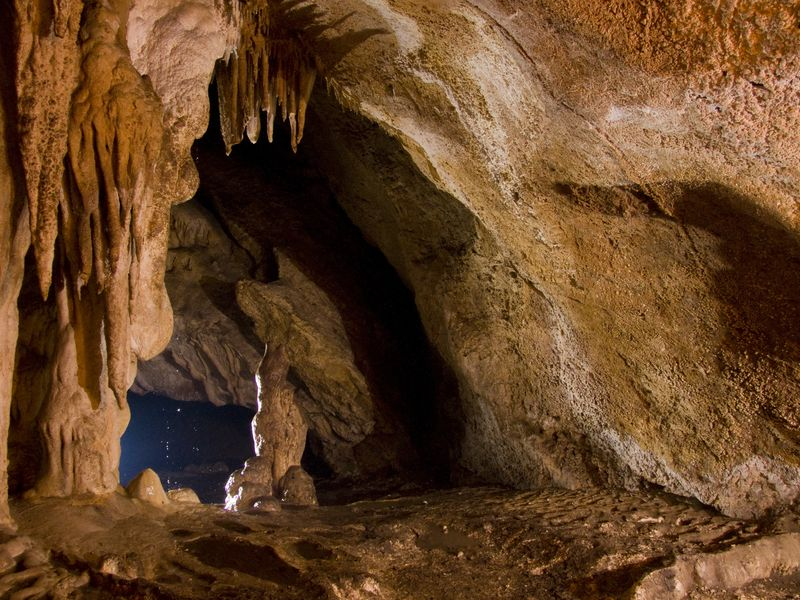